# Société iranienne de soutien et de renouvellement des hélicoptères
La Société iranienne de soutien et de renouvellement d'hélicoptère (en anglais: Iranian Helicopter Support and Renewal Company, IHSRC) (en persan : پشتیبانی و نوسازی هلیکوپترهای ایران , abrégé persan: پنها , PANHA ) est une entreprise iranienne spécialisée dans la maintenance et la fabrication d'hélicoptères, et dans le soutien dans la communication, le pétrole, le Croissant-Rouge iranien et les centrales électriques.

## Histoire
À la suite de l'achat de certains hélicoptères Agusta, il est devenu important de créer une usine de soutien et de réparation de ces appareils. Cette usine a été nommée Iran Joint Helicopter Industry. Après l'achat d'un grand nombre d'hélicoptères Bell,  l'expansion de cette usine a été entreprise pour soutenir la nouvelle flotte, et trois branches principales furent crées :
- 1. (NMP) Centre de réparation et de maintenance
- 2. (HDMC) Centre de réparation de la flotte principale
- 3. (NICP) Centre de logistique et de soutien

Après la révolution iranienne en 1979, l'embargo américain sur l'Iran et le début de la guerre Iran-Irak, la PANHA a débuté des opérations pour soutenir et maintenir les hélicoptères engagés dans le conflit. Après quelques années, elle est devenue autonome pour la réparation et l'entretien de tous les hélicoptères militaires iraniens. En 1986, à la suite de ce succès, sa tâche de réparation, d'entretien et de soutien s'est étendue à d'autres domaines comme la communication, le pétrole, le Croissant-Rouge iranien et les centrales électriques.
Actuellement, cette société répare et entretient dix types différents d'hélicoptères militaires et non militaires de seize modèles différents. En 1994, les experts de la société PANHA ont achevé la structure de leur premier hélicoptère appelé Shabaviz. Après cela, ils ont reçu leur premier permis officiel pour commencer à fabriquer des hélicoptères commerciaux. PANHA joue un rôle déterminant dans la rétro-ingénierie des hélicoptères, leurs mises à niveau et l'entretien de l'importante flotte iranienne.

## Services
- Réparation et entretien de neuf types d'hélicoptères en quinze variantes : Bell 205, Bell 206, Bell 212, Bell 214, Bell 412, Sikorsky RH-53D, ASH-3D, CH-47 Chinook[2], Mil Mi-17[3],[4] ;
- Structure de la carrosserie et mise à niveau ;
- Conception et configuration de divers hublots et verres ;
- Conception et fabrication de montages.

## Produits

### Hélicoptères
- Panha 2091 - basé sur le Bell AH-1 SuperCobra
- Panha Shabaviz 2-75 - basé sur le Bell 204/205
- Panha Shabaviz 2061 - basé sur le Bell 206
- Saba 248[2] - Hélicoptère bimoteur pouvant accueillir 8 personnes
- Homa (en développement) - Hélicoptère bimoteur pouvant accueillir 14 personnes et voler dans toutes les conditions météorologiques[5]